# Fernando Bryant
Fernando Antoneyo Bryant (Albany, 26 marzo 1977) è un ex giocatore di football americano statunitense che ha militato nel ruolo di cornerback nella National Football League.

## Carriera
Al college Bryant giocò a football ad Alabama. Fu scelto come ventiseiesimo assoluto nel Draft NFL 1999 dai Jacksonville Jaguars. Nella sua prima stagione disputò tutte le sedici partite con 59 tackle e 2 intercetti, venendo inserito nella formazione ideale dei rookie dalla Pro Football Writers of America. Rimase con i Jaguars per cinque stagioni, con un record in carriera di 70 placcaggi nel 2003. Nel 2004 firmò come free agent con i Detroit Lions, passandovi tre annate, prima di venire svincolato il 25 febbraio 2008. Il 20 marzo 2008 firmò un contratto di un anno con i New England Patriots ma fu svincolato il 30 agosto 2008. L'11 novembre 2008 Bryant firmò con i Pittsburgh Steelers dove ritrovò il compagno del college Deshea Townsend. Con essi vinse il Super Bowl XLIII battendo gli Arizona Cardinals. Il 23 giugno 2009 il suo agente annunciò il suo ritiro.

## Palmarès

### Franchigia
- Super Bowl : 1

Pittsburgh Steelers: XLIII
- American Football Conference Championship: 1

Pittsburgh Steelers: 2008

### Individuale
- PFWA All-Rookie Team - 1999